# Mnichovice (district de Prague-Est)
Pour les articles homonymes, voir Mnichovice.
Mnichovice (en allemand : Mnichowitz) est une ville du district de Prague-Est, dans la région de Bohême-Centrale, en République tchèque. Sa population s'élevait à 4 095 habitants en 2024.

## Géographie
Mnichovice se trouve à 8 km au sud-est de Říčany et à 25 km au sud-est du centre de Prague.
La commune est limitée par Klokočná au nord, par Struhařov au nord-est, par Ondřejov à l'est, par Hrusice et Mirošovice au sud, par Kunice et Strančice à l'ouest, et par Všestary au nord-ouest.

## Histoire
La première mention écrite de la localité date de 1135.

## Administration
La commune se compose de trois sections :
- Mnichovice
- Božkov
- Myšlín